# Proteinurie
Proteinuria este o condiție patologică reprezentată prin creșterea nivelelor de proteine în urină. La persoanele sănătoase, urina conține foarte puține proteine, mai puțin de 150 mg/zi, iar un exces poate indica prezența unei afecțiuni patologice. Excesul de proteine din urină face adesea ca urina să devină spumoasă (deși acest simptom poate fi cauzat și de alte afecțiuni). Proteinuria severă poate provoca sindromul nefrotic, în care există o agravare a edemelor. Cea mai comună proteinurie patologică este albuminuria.